# Мол (Белгија)
Мол (хол. Mol) је општина у Белгији у региону Фландрија у покрајини Антверпен. Према процени из 2007. у општини је живело 33.060 становника.

## Становништво
Према процени, у општини је 1. јануара 2015. живело 35.685 становника.
| 1984.  | 2000.  | 2010. | 2015. |
| ------ | ------ | ----- | ----- |
| 30.060 | 31.683 | 34114 | 35685 |